# Golfo de Morrosquillo
El golfo de Morrosquillo es un golfo situado en el sur del mar Caribe, en la costa norte de Colombia, perteneciente a los departamentos de Sucre y Córdoba. Tiene, de oeste a este, unos 80 kilómetros, desde la Punta Mestizos, la Bahía Cispatá y la Bocas de Tinajones, desembocadura del río Sinú, en Córdoba, hasta la punta San Bernardo, en Sucre.
Los siguientes municipios hace parte de la cuenca de morrosquillo:
| Departamentos | Sucre                  | Córdoba                 |
| ------------- | ---------------------- | ----------------------- |
| Municipios    | Santiago de Tolú       | San Antero              |
| Municipios    | Coveñas                | San Bernardo del Viento |
| Municipios    | San Onofre             |                         |
| Municipios    | San Antonio de Palmito |                         |
| Municipios    | Tolúviejo              |                         |

## Islas
En el extremo norte del golfo se encuentra el archipiélago de San Bernardo, un popular destino turístico que se extiende mar adentro unos 15 km y está compuesto por las islas Cabruna, Boquerón, Isla Palma (única privada del archipiélago), Mangle, Tintipán, Panda, El Islote, Múcura, Maravilla y Ceycén.

## Desarrollo económico
En Morrosquillo termina el oleoducto Caño Limón–Coveñas, donde se carga el petróleo procedente del piedemonte llanero.
Adicionalmente, en 2021 la región tuvo la visita de delegaciones deportivas de todo el país que participaron en los Juegos Deportivos Nacionales de Mar y Playa.